# Gerry Ashworth
Gerald Howard "Gerry" Ashworth (Haverhill, 1 de maio de 1942) é um ex-um velocista e campeão olímpico norte-americano.
Em Tóquio 1964 foi campeão olímpico do revezamento 4x100 m, junto com Paul Drayton, Richard Stebbins e Bob Hayes, que estabeleceu nova marca mundial de 39.0.